# 古藤宏規
古藤 宏規（ことう ひろき、2000年4月14日 - ）は、日本の男子バレーボール選手である。

## 来歴
大阪府柏原市出身。
小学生・中学生のときに全国大会に出場する。しかし、中学1年生になると、むくみなどの症状が出る「ネフローゼ症候群」を発症し、中学時代だけで7回の入退院を繰り返した。中学卒業後、清風高等学校に進学。高校入学後も難病の再発に悩まされ、バレーボールを辞めることも考えるが、仲間の支えもあり、前向きに競技を続けた。高校3年になると主将を務め、全日本高等学校選手権大会（春高バレー）準優勝に貢献し、ベストリベロも受賞した。高校卒業後、中京大学に進学。大学でも難病の再発に悩まされるが、4年時には主将を任された。
2022/23シーズン、V.LEAGUE DIVISION1 MEN（V1男子）に所属するVC長野トライデンツの内定選手となった。内定選手としてV1男子の試合に出場し、Vリーグデビューを果たした。
2023年、大学卒業後に、VC長野トライデンツに入団した。

## 人物
- VC長野では日本濾過器株式会社に所属している[5]。

## 所属チーム
- 清風高等学校（2016-2019年）
- 中京大学（2019-2023年）
- VC長野トライデンツ（2023年-）

## 受賞歴
- 2019年 - 全日本高等学校選手権大会 ベストリベロ賞